# Список астероїдів (100401—100500)
| Назва                          | Тимчасове позначення | Дата відкриття    | Місце відкриття                              | Відкривач                        |
| ------------------------------ | -------------------- | ----------------- | -------------------------------------------- | -------------------------------- |
| (100401) 1995 YS17             | 1995 YS17            | 22 грудня 1995    | Обсерваторія Кітт-Пік                        | Spacewatch                       |
| (100402) 1995 YP20             | 1995 YP20            | 25 грудня 1995    | Обсерваторія Кітт-Пік                        | Spacewatch                       |
| (100403) 1996 AD               | 1996 AD              | 1 січня 1996      | Обсерваторія Оїдзумі                         | Такао Кобаяші                    |
| (100404) 1996 AC1              | 1996 AC1             | 12 січня 1996     | Обсерваторія Оїдзумі                         | Такао Кобаяші                    |
| (100405) 1996 AG5              | 1996 AG5             | 12 січня 1996     | Обсерваторія Кітт-Пік                        | Spacewatch                       |
| (100406) 1996 AU5              | 1996 AU5             | 12 січня 1996     | Обсерваторія Кітт-Пік                        | Spacewatch                       |
| (100407) 1996 AH6              | 1996 AH6             | 12 січня 1996     | Обсерваторія Кітт-Пік                        | Spacewatch                       |
| (100408) 1996 AV6              | 1996 AV6             | 12 січня 1996     | Обсерваторія Кітт-Пік                        | Spacewatch                       |
| (100409) 1996 AX8              | 1996 AX8             | 13 січня 1996     | Обсерваторія Кітт-Пік                        | Spacewatch                       |
| (100410) 1996 AZ10             | 1996 AZ10            | 13 січня 1996     | Обсерваторія Кітт-Пік                        | Spacewatch                       |
| (100411) 1996 AF11             | 1996 AF11            | 13 січня 1996     | Обсерваторія Кітт-Пік                        | Spacewatch                       |
| (100412) 1996 AT11             | 1996 AT11            | 14 січня 1996     | Обсерваторія Кітт-Пік                        | Spacewatch                       |
| (100413) 1996 AF18             | 1996 AF18            | 13 січня 1996     | Обсерваторія Кітт-Пік                        | Spacewatch                       |
| (100414) 1996 AJ18             | 1996 AJ18            | 13 січня 1996     | Обсерваторія Кітт-Пік                        | Spacewatch                       |
| (100415) 1996 BO14             | 1996 BO14            | 16 січня 1996     | Обсерваторія Кітт-Пік                        | Spacewatch                       |
| 100416 С'янг (Syang)           | 1996 CB              | 2 лютого 1996     | Обсерваторія Домініон                        | Девід Белем                      |
| 100417 Філіпґлас (Philipglass) | 1996 EC              | 7 березня 1996    | Лінц                                         | Е. Мейєр                         |
| (100418) 1996 EF9              | 1996 EF9             | 12 березня 1996   | Обсерваторія Кітт-Пік                        | Spacewatch                       |
| (100419) 1996 EP10             | 1996 EP10            | 12 березня 1996   | Обсерваторія Кітт-Пік                        | Spacewatch                       |
| (100420) 1996 EA11             | 1996 EA11            | 12 березня 1996   | Обсерваторія Кітт-Пік                        | Spacewatch                       |
| (100421) 1996 FF4              | 1996 FF4             | 23 березня 1996   | Обсерваторія Галеакала                       | AMOS                             |
| (100422) 1996 GP7              | 1996 GP7             | 12 квітня 1996    | Обсерваторія Кітт-Пік                        | Spacewatch                       |
| (100423) 1996 GG14             | 1996 GG14            | 12 квітня 1996    | Обсерваторія Кітт-Пік                        | Spacewatch                       |
| (100424) 1996 GS18             | 1996 GS18            | 15 квітня 1996    | Обсерваторія Ла-Сілья                        | Ерік Вальтер Ельст               |
| (100425) 1996 HM               | 1996 HM              | 17 квітня 1996    | Обсерваторія Галеакала                       | AMOS                             |
| (100426) 1996 HB7              | 1996 HB7             | 18 квітня 1996    | Обсерваторія Кітт-Пік                        | Spacewatch                       |
| (100427) 1996 HQ10             | 1996 HQ10            | 17 квітня 1996    | Обсерваторія Ла-Сілья                        | Ерік Вальтер Ельст               |
| (100428) 1996 HT11             | 1996 HT11            | 17 квітня 1996    | Обсерваторія Ла-Сілья                        | Ерік Вальтер Ельст               |
| (100429) 1996 HB15             | 1996 HB15            | 17 квітня 1996    | Обсерваторія Ла-Сілья                        | Ерік Вальтер Ельст               |
| (100430) 1996 HK18             | 1996 HK18            | 18 квітня 1996    | Обсерваторія Ла-Сілья                        | Ерік Вальтер Ельст               |
| (100431) 1996 HU20             | 1996 HU20            | 18 квітня 1996    | Обсерваторія Ла-Сілья                        | Ерік Вальтер Ельст               |
| (100432) 1996 HX23             | 1996 HX23            | 20 квітня 1996    | Обсерваторія Ла-Сілья                        | Ерік Вальтер Ельст               |
| (100433) 1996 KU1              | 1996 KU1             | 24 травня 1996    | Обсерваторія Наніо                           | Томімару Окуні                   |
| 100434 Jinyilian               | 1996 LJ              | 6 червня 1996     | Станція Сінлун                               | SCAP                             |
| (100435) 1996 LK2              | 1996 LK2             | 8 червня 1996     | Обсерваторія Кітт-Пік                        | Spacewatch                       |
| (100436) 1996 NN1              | 1996 NN1             | 15 липня 1996     | Обсерваторія Галеакала                       | NEAT                             |
| (100437) 1996 OY               | 1996 OY              | 22 липня 1996     | Обсерваторія Клеть                           | Обсерваторія Клеть               |
| (100438) 1996 PC3              | 1996 PC3             | 14 серпня 1996    | Обсерваторія Галеакала                       | NEAT                             |
| (100439) 1996 PU5              | 1996 PU5             | 10 серпня 1996    | Обсерваторія Галеакала                       | NEAT                             |
| (100440) 1996 PJ6              | 1996 PJ6             | 14 серпня 1996    | Обсерваторія Галеакала                       | NEAT                             |
| (100441) 1996 PZ7              | 1996 PZ7             | 8 серпня 1996     | Обсерваторія Ла-Сілья                        | Ерік Вальтер Ельст               |
| (100442) 1996 QV               | 1996 QV              | 20 серпня 1996    | Фарра-д'Ізонцо                               | Фарра-д'Ізонцо                   |
| (100443) 1996 RS               | 1996 RS              | 9 вересня 1996    | Обсерваторія Галеакала                       | NEAT                             |
| (100444) 1996 RK1              | 1996 RK1             | 9 вересня 1996    | Прескоттська обсерваторія                    | Пол Комба                        |
| (100445) 1996 RA4              | 1996 RA4             | 12 вересня 1996   | Коллеверде ді Ґвідонія                       | Вінченцо Касуллі                 |
| (100446) 1996 RC4              | 1996 RC4             | 15 вересня 1996   | Обсерваторія Галеакала                       | NEAT                             |
| (100447) 1996 RB5              | 1996 RB5             | 14 вересня 1996   | Чорч Стреттон                                | Стівен Лорі                      |
| (100448) 1996 RE5              | 1996 RE5             | 13 вересня 1996   | Обсерваторія Галеакала                       | NEAT                             |
| (100449) 1996 RJ9              | 1996 RJ9             | 7 вересня 1996    | Обсерваторія Кітт-Пік                        | Spacewatch                       |
| (100450) 1996 RN11             | 1996 RN11            | 8 вересня 1996    | Обсерваторія Кітт-Пік                        | Spacewatch                       |
| (100451) 1996 RR15             | 1996 RR15            | 13 вересня 1996   | Обсерваторія Кітт-Пік                        | Spacewatch                       |
| (100452) 1996 RY27             | 1996 RY27            | 10 вересня 1996   | Обсерваторія Ла-Сілья                        | Упсала-DLR трояновий огляд       |
| (100453) 1996 SA4              | 1996 SA4             | 18 вересня 1996   | Станція Сінлун                               | SCAP                             |
| (100454) 1996 SA6              | 1996 SA6             | 18 вересня 1996   | Станція Сінлун                               | SCAP                             |
| (100455) 1996 SB6              | 1996 SB6             | 18 вересня 1996   | Станція Сінлун                               | SCAP                             |
| (100456) 1996 TH               | 1996 TH              | 2 жовтня 1996     | Коллеверде ді Ґвідонія                       | Вінченцо Касуллі                 |
| (100457) 1996 TJ3              | 1996 TJ3             | 7 жовтня 1996     | Прескоттська обсерваторія                    | Пол Комба                        |
| (100458) 1996 TP3              | 1996 TP3             | 4 жовтня 1996     | Чорч Стреттон                                | Стівен Лорі                      |
| (100459) 1996 TB5              | 1996 TB5             | 6 жовтня 1996     | Обсерваторія Ренд                            | Джордж Віском                    |
| (100460) 1996 TN7              | 1996 TN7             | 8 жовтня 1996     | Обсерваторія Галеакала                       | NEAT                             |
| (100461) 1996 TP7              | 1996 TP7             | 9 жовтня 1996     | Обсерваторія Галеакала                       | NEAT                             |
| (100462) 1996 TV9              | 1996 TV9             | 15 жовтня 1996    | Обсерваторія Клеть                           | Обсерваторія Клеть               |
| (100463) 1996 TU14             | 1996 TU14            | 9 жовтня 1996     | Обсерваторія Наніо                           | Томімару Окуні                   |
| (100464) 1996 TE15             | 1996 TE15            | 3 жовтня 1996     | Станція Сінлун                               | SCAP                             |
| (100465) 1996 TM16             | 1996 TM16            | 4 жовтня 1996     | Обсерваторія Кітт-Пік                        | Spacewatch                       |
| (100466) 1996 TD18             | 1996 TD18            | 4 жовтня 1996     | Обсерваторія Кітт-Пік                        | Spacewatch                       |
| (100467) 1996 TD19             | 1996 TD19            | 4 жовтня 1996     | Обсерваторія Кітт-Пік                        | Spacewatch                       |
| (100468) 1996 TO23             | 1996 TO23            | 6 жовтня 1996     | Обсерваторія Кітт-Пік                        | Spacewatch                       |
| (100469) 1996 TO28             | 1996 TO28            | 7 жовтня 1996     | Обсерваторія Кітт-Пік                        | Spacewatch                       |
| (100470) 1996 TY28             | 1996 TY28            | 7 жовтня 1996     | Обсерваторія Кітт-Пік                        | Spacewatch                       |
| (100471) 1996 TK29             | 1996 TK29            | 7 жовтня 1996     | Обсерваторія Кітт-Пік                        | Spacewatch                       |
| (100472) 1996 TA34             | 1996 TA34            | 10 жовтня 1996    | Обсерваторія Кітт-Пік                        | Spacewatch                       |
| (100473) 1996 TO34             | 1996 TO34            | 10 жовтня 1996    | Обсерваторія Кітт-Пік                        | Spacewatch                       |
| (100474) 1996 TB35             | 1996 TB35            | 11 жовтня 1996    | Обсерваторія Кітт-Пік                        | Spacewatch                       |
| (100475) 1996 TZ36             | 1996 TZ36            | 12 жовтня 1996    | Обсерваторія Кітт-Пік                        | Spacewatch                       |
| (100476) 1996 TK37             | 1996 TK37            | 12 жовтня 1996    | Обсерваторія Кітт-Пік                        | Spacewatch                       |
| (100477) 1996 TM39             | 1996 TM39            | 8 жовтня 1996     | Обсерваторія Ла-Сілья                        | Ерік Вальтер Ельст               |
| (100478) 1996 TW59             | 1996 TW59            | 3 жовтня 1996     | Обсерваторія Ла-Сілья                        | Ерік Вальтер Ельст               |
| (100479) 1996 TT60             | 1996 TT60            | 3 жовтня 1996     | Обсерваторія Ла-Сілья                        | Ерік Вальтер Ельст               |
| (100480) 1996 UK               | 1996 UK              | 16 жовтня 1996    | Обсерваторія Наті-Кацуура                    | Йошісада Шімідзу, Такеші Урата   |
| (100481) 1996 UJ1              | 1996 UJ1             | 20 жовтня 1996    | Обсерваторія Оїдзумі                         | Такао Кобаяші                    |
| (100482) 1996 UT2              | 1996 UT2             | 18 жовтня 1996    | Обсерваторія Кітт-Пік                        | Spacewatch                       |
| 100483 NAOJ                    | 1996 US3             | 30 жовтня 1996    | Національна астрономічна обсерваторія Японії | І. Сато, Х. Фукушіма, Н. Ямамото |
| (100484) 1996 UL4              | 1996 UL4             | 29 жовтня 1996    | Станція Сінлун                               | SCAP                             |
| 100485 Russelldavies           | 1996 VX              | 3 листопада 1996  | Лінц                                         | Е. Мейєр, Ервін Обермайр         |
| (100486) 1996 VH1              | 1996 VH1             | 7 листопада 1996  | Прескоттська обсерваторія                    | Пол Комба                        |
| (100487) 1996 VO2              | 1996 VO2             | 10 листопада 1996 | Обсерваторія Садбері                         | Денніс ді Сікко                  |
| (100488) 1996 VS11             | 1996 VS11            | 4 листопада 1996  | Обсерваторія Кітт-Пік                        | Spacewatch                       |
| (100489) 1996 VW13             | 1996 VW13            | 5 листопада 1996  | Обсерваторія Кітт-Пік                        | Spacewatch                       |
| (100490) 1996 VB14             | 1996 VB14            | 5 листопада 1996  | Обсерваторія Кітт-Пік                        | Spacewatch                       |
| (100491) 1996 VE31             | 1996 VE31            | 3 листопада 1996  | Обсерваторія Кітт-Пік                        | Spacewatch                       |
| (100492) 1996 VC34             | 1996 VC34            | 7 листопада 1996  | Обсерваторія Кітт-Пік                        | Spacewatch                       |
| (100493) 1996 VK37             | 1996 VK37            | 11 листопада 1996 | Обсерваторія Кітт-Пік                        | Spacewatch                       |
| (100494) 1996 VF39             | 1996 VF39            | 9 листопада 1996  | Станція Сінлун                               | SCAP                             |
| (100495) 1996 WH               | 1996 WH              | 17 листопада 1996 | Обсерваторія Садбері                         | Денніс ді Сікко                  |
| (100496) 1996 WJ               | 1996 WJ              | 17 листопада 1996 | Обсерваторія Садбері                         | Денніс ді Сікко                  |
| (100497) 1996 XB               | 1996 XB              | 1 грудня 1996     | Прескоттська обсерваторія                    | Пол Комба                        |
| (100498) 1996 XK               | 1996 XK              | 1 грудня 1996     | Обсерваторія Кітт-Пік                        | Spacewatch                       |
| (100499) 1996 XP               | 1996 XP              | 1 грудня 1996     | Обсерваторія Тітібу                          | Наото Сато                       |
| (100500) 1996 XZ16             | 1996 XZ16            | 4 грудня 1996     | Обсерваторія Кітт-Пік                        | Spacewatch                       |